# Wolstanton
Wolstanton – dzielnica miasta Newcastle-under-Lyme, w Anglii, w Staffordshire, w dystrykcie Newcastle-under-Lyme. W 2011 roku dzielnica liczyła 5846 mieszkańców. Wolstanton jest wspomniana w Domesday Book (1086) jako Wlstanetone.